# DeForest Kelley
Jackson DeForest Kelley (n. 20 ianuarie 1920, Toccoa, Georgia – d. 11 iunie 1999, Woodland Hills, California) a fost un actor american cel mai cunoscut pentru interpretarea Dr. Leonard „Bones” McCoy (un membru al echipajului navei USS Enterprise) în mai multe producții Star Trek.

## Filmografie selectivă
- 1959 Warlock, regia Edward Dmytryk